# Argeș
Az Argeș, régi magyar nevén Argyas folyó Románia déli részén. A Fogarasi-havasokban ered, majd a Kárpátokon keresztültörve a Dunába ömlik.
Az ókorban több neve volt, ezek közé tartozott az Argesszosz, az Ardeiscus és az Ordesszusz is.

## Városok
- Pitești
- Curtea de Argeș

## Mellékfolyói
- Valsan
- Râul Doamnei
- Râul Târgului
- Bratia
- Bughea
- Râncaciov
- Carcinov
- Neajlov
- Sabar
- Potop
- Colentina
- Dâmbovița (Budeștinél)

## Tavak és töltések
- Vidraru-tó
- Vidraru-gát